# Karipski (jezična porodica)
Cariban je jezična porodica američkih Indijanaca raširena sjeverno od Amazone gdje su joj glavni predstavnici Cumanagoto, Tamanaco i Galibi. U Bazenu Amazone s predstavnicima Trio, Apalaí, Bonari i Yauapery. Plemena i jezici područja Roraime i neke grupe uz Ventuari, te populacije južno od Amazone, među kojima Nahukwa, Bacairi, Palmela, Pimenteira, etc. Na području Mali Malih Antila bijaše nastanjena grupa pravih Kariba, srodnih im plemena ili njihovih ogranaka koja su u svojim imenima sačuvala karipsko ime, među ove spadaju Caribice iz Gvajane, Carinepagoto s Trinidada, Calinya ili Calinha (Galibi) iz Surinama. Indijanci Carif ili Garifuna, koji su svoje putovanje s Dominice završili na srednjoameričkoj obali, pripadaju u najuže Karibe, sačuvali su jezik i pomiješali se s crncima, pa su danas izgledom crncima i najsličniji. Carib Indijance po kojima je porodica Cariban dobila ime, jezikoslovci sreda klasificiraju porodici Arawakan, jer su kao lovci na glave i ljudožderi nadvladali Arawake i prihvatili njihov jezik. Karibi su ipak kaipski narod a ne aravački, preda su lingvistički asimilirani. Jezik carib, kojim su govorili Caribi prije prihvaćanja jezika arawaka član je karipske porodice, kojoj je i dao ime. Cariban porodica ima upravo onoliki broj jezika i dijalekata koliko je bilo i plemena. Mnoga su plemena zacijelo nestala i nije nam poznato kako su se nazivali. –Veoma je čest slučaj da jezikoslovci koriste cijeli niz plemenskih imena, kako bi označili jedan jezik, ako su dijalekti tih plemena bili srodni, radeći na ovaj način još veću zbrku u nomenklaturi plemena ove velike porodice.
Porodica Cariban često se dalje povezuje s porodicom Chocó Indijanaca iz Kolumbije .

## Popis plemena
- Akawai (Acawai, Akawáio, Kapón)
- Akuriyó (Acuria), Pará
- Antimileme
- Apalaí (Aparai)
- Ápama
- Apiaká
- Arakajú (Aracajú, Aracajou, Aracuaju), jezik arakajú
- Arára do Pará (Arara, Ukarãgmã, Ukarãngmã, Araras)
- Arekuna (Arecuna, Pemón) →Pemon
- Arikêna (Arikiená, Warikyana, Warikyána)
- Arinagoto
- Bakairi (Bacairi, Kura)
- Barama River Karibi
- Bonari
- Bubure
- Calamari
- Camaracoto (Kamarakoto) →Pemon
- Caracas
- Carare (Karare).
- Carib
- Chayma,
- Chikena (Sikiana, Tchikôyána, Chiquena)
- Coanao
- Colima.- kolumbijski departman Cundinamarca.
- Crichaná (Krixaná-Uassahi, Krichaná, Kritxaná)
- Cumanagoto
- Curasicana
- Galibi (Kariña, Karina, Kalinha)
- Galibi Marworno
- Guaque (Guake)
- Guazuzu
- Hianakoto-umaua
- Hixkaryana (Hixkaryána, Hiskaryana)
- Ichu
- Ingarikó (Ingaricó, Ingalikó, Kapon, Kapóng)
- Japreria Zulia (Venezuela).
- Kalapalo (Kalapálo, Apalaquiri, Calapalo, Kalapalu)
- Karaháuyána
- Karijona (Carijona)
- Kaxuyana (Kaxuyána, Caxuiana, Kachúyana, Kaxuiana, Kasuiana, Katxhuyana, Kashuiéna, Káchwâna, Kaciana)
- Koyaima (Coyaima). U Tolimi.
- Kuikuru (Kuikuro, Cuicuro)
- Kumayena,
- Macoita
- Maipuridjana
- Makuxi (Macussi, Macushi, Macuchi, Macuxi, Macuxis, Makusi, Pemon)
- Mapoye (Mapoyo, Wanai)
- Maquiritare: Decuana (Maquiritare); Yecuana (Yekuana, Ye’kuana, Yekwana, Mayongong, Maiongong, Maiongkong, Maiongom, Iekuana, Yékuana): Cunuana, Ihuruana; Maitsi; Pawana.
- Matipu
- Mompox
- Muzo
- Nahukwá (Nahucua, Nafuqua, Nafukuá, Nahuquá, Nahukuá, Nauquá, Anaukuá, Anauquá, Matipu Nahuqua, Nafukwá)
- Naravute
- Opón,
- Oyana (Wayana, Waiana, Waiano, Uaiana, Oayana, Oiana, Oiano, Ojana, Ouayana, Aiana)
- Palmela (Palmelas, Palmellas), Ror
- Panare
- Panche.- u kolumbijskom deparetmanu Cundinamarca, na rijekama Gualí, Mariquita, Coello, Guarinó, Seco, Villeta, Magdalena i Fusagasuga.
- Pantágoro ili Palenque (Patángoro).- u departmanu Caldas, na rijekama Guarinó i San Bartolomé.
- Paravilhana (Paraviâna, Parauiana, Parauanas, Parauiana, Parahouane, Paravilhana, Paviana) Roraima.
- Parikotó (Parikuató, Parukwató, Parukotó, Parokotó, Parëkoto, Farukotó, Barakoto)
- Parirí, Pará, Roraima
- Patagón.-u peruanskom departmanu Cajamarca, u selima Paco, Olipanche i Bagua.
- Patamona →Kapon; Roraima.
- Pauxi (Pauchi),
- Pauxiâna (Pawishiana, Pausiana, Pauixana)
- Pianakoto (Pianocoto),
- Pijao
- Pimenteiras (Pimenteira), Pernambuco, Piaui.
- Pozo
- Quimbaya
- Roucouyenne (Rukuien, Rukuein, Rukuyéne).
- Salumá
- Sapará → Pauxiâna
- Tagare
- Tamanaco,
- Taurepan (Taulipang) Venezuela. →Pemon
- Tivericoto.
- Trio (Tiriyo)
- Triometesen
- Tunayana
- Txikão (Ikpeng)
- Upurui → Oyana.
- Urucuiana (Urukuena, Urukuiana, Urukuiâna, Urukuyána)
- Wai-Wai (Uaiuai, Waiwái, Waiwai, Waiwáiyi, Woyawai, Woyawai, Woiawai, Waiwé)
- Waimiri (Waimiris, Uaimiri, Waimiris, Wahmiri, Uamiri)
- Wama
- Yabarana
- Yao
- Yarumá (Arumá, Iarumá) Mato Grosso
- Yauaperá (Jauaperi, Yauaperí, Iauaperi)
- Yukpa (Yupa, Northern Motilón)
- Zapara
- Zendagua
- Zopía.

## Vanjske poveznice
- Ethnologue (14th)
- Ethnologue (15th)
- Ethnologue (16th)